# Kamionek szaroczuby
Kamionek szaroczuby (Pseudoseisura unirufa) – gatunek małego ptaka z rodziny garncarzowatych (Furnariidae). Zasiedla Amerykę Południową – północno-środkową Boliwię oraz miejsce styku Boliwii, Brazylii i Paragwaju. Nie jest rzadki.
Morfologia
Gatunek monotypowy. Dawniej był uważany za podgatunek kamionka rudego (P. cristata), ale został wyodrębniony jako osobny gatunek. Jednakże kamionek rudy nie ma szarego czuba, ma nieco dłuższy dziób, inaczej śpiewa i gniazduje kooperatywnie.
Morfologia
Mierzy 20 cm i waży 40–55 g. Ma dosyć długi, szary (ale nie u wszystkich osobników) czub, szary dziób i żółte tęczówki. Poza tym jest cały kasztanowy. Nogi także są szare.
Ekologia i zachowanie
Jego środowisko życia to lasy galeriowe i okresowo zalewane sawanny. Często spotykany blisko wody i osiedli ludzkich. Jest ptakiem osiadłym.
Jego zwyczaje nie zostały jeszcze dobrze poznane. Nie boi się ludzi. Buduje podłużne gniazdo z patyków. Ma donośny śpiew słyszalny z dużej odległości. Żywi się głównie bezkręgowcami wygrzebywanymi z ziemi; ponadto zjada owoce i nasiona.
Status
Międzynarodowa Unia Ochrony Przyrody (IUCN) uznaje kamionka szaroczubego za gatunek najmniejszej troski (LC – least concern) nieprzerwanie od 2006 roku. Liczebność populacji nie została oszacowana, ale ptak ten opisywany jest jako pospolity przynajmniej w części swego zasięgu występowania. Ze względu na brak dowodów na spadki liczebności bądź istotne zagrożenia dla gatunku, BirdLife International uznaje trend liczebności populacji za stabilny.